# دان ميلر (سياسي)
دان ميلر هو سياسي كندي، ولد في 24 ديسمبر 1944 في كندا. حزبياً، نشط في الحزب الديمقراطي الجديد في كولومبيا البريطانية ‏. انتخب Premier of British Columbia ‏.